# LGBTグルーミング陰謀論
LGBTグルーミング陰謀論（LGBTグルーミングいんぼうろん、英語: LGBT grooming conspiracy theory）とは、LGBTやアライ（支援者）などの進歩派が、LGBTに関する教育やLGBTの権利擁護運動を子供に対するグルーミング手段として組織的に利用しているとする陰謀論。2020年代初頭よりアメリカにおける保守・極右勢力メンバーを中心に拡散されている。専門家によれば、これらの主張は根拠がなく、ホモフォビアやトランスジェンダー嫌悪にもとづいた典型的なモラル・パニックの一例である。

## 概要
「グルーマー」とはグルーミング（性的虐待を行おうとする者が子供に近づき、親しくなって信頼を得ようとする行為）から派生した言葉であるが、しばしば保守派によってLGBTコミュニティやアライ（支援者）、リベラルな人たちに対して用いられてきた。
Voxによれば、保守派はこの言葉を「LGBTコミュニティやアライ、リベラルはペドフィリアおよびペドフィリアを容認する集団だと示唆する」ために使用していると言う。研究によれば、LGBTの小児性犯罪者と、非LGBTの小児性愛犯罪者の発生率は変わりないとされる。

## 歴史

### 起源
1977年、フロリダ州マイアミ・デイド郡で性的指向に基づく差別禁止条例が通過した。この条例を撤回させるため、歌手のアニタ・ブライアントと、彼女が率いる Save Our Childrenは同性愛は罪であるという保守的なキリスト教徒の信念に則り、同性愛者は子ども達を同性愛に引き込んだり児童性的虐待に繋がるものだと主張した。ブライアントは「不明瞭な法的文章の背後に隠されているこれらの人々が本当に求めているものは、私達の子供達に接近する法的権利である」「母のように、同性愛では物理的に妊娠出産はできない。そのため彼らは私達から子供達を奪う気である」と主張した。
2020年代になるとLGBTの権利擁護活動を揶揄する際に「OKグルーマー」という言葉が使用されるようになった。これは、インターネット・ミームである「OKブーマー」（ベビーブーマーなどの年配の人から古い考えを押し付けられた際に若者が使用する）の派生である。イギリス国内では、2020年に、イギリスの反トランスジェンダー活動家であるグラハム・リネハンは、自身の活動に懐疑的な者に対しTwitter上で「OKグルーマー」と返信するようになる、アカウントを凍結された。
イギリスの反LGBT団体トランスジェンダー・トレンドは、ストーンウォールを始めとしたLGBT支援団体からの助言に学校が従わないよう「OKグルーマー」と記載した反LGBT資料を作成し、学校に送付した。2020年3月には、タイムズのコラムニストであるジャニス・ターナーはトランスジェンダーの若者支援団体であるMermaidsがCOVID-19によるロックダウンにあわせて団体ウェブサイトに家族に閲覧を知られないようにするための緊急避難ボタンをつけたことについてグルーミング行為であると非難した。反レイシズム団体Hope not Hateによると、この陰謀論はイングランド防衛同盟の創設者の一人であるトミー・ロビンソンなどイギリスの極右コミュニティでも頻繁に使用されている。

### 広がり
アメリカでは極右のTwitterアカウントLibs of TikTokが、LGBT当事者や、LGBTの若者を支援する人々、セクシュアリティに関する教育者は「グルーマー」であるとして貶している。2021年11月、同アカウントはLGBTの若者が家族に秘密で相談できるサービスを展開する自殺防止団体トレバー・プロジェクトがグルーミング団体であると指摘し、さらには2020年の米大統領選に民主党から出馬したピート・ブティジェッジの夫であり、LGBT活動家でもあるチャステン・ブッティギーグは子供をグルーミングしていると主張した。
陰謀論は2022年春には共和党メンバーなどの主要人物にも広まった.。同年2月24日には、右翼団体であるヘリテージ財団が、フロリダ州のDon’t Say Gay法案（ゲイと言ってはいけない法案）は「性的グルーミングから子供を守る」ためのものであると主張した。フロリダ州の教育に対する親の権利法に関する討論の中で、州知事ロン・デサンティスの秘書であるクリスティーナ・プショーは、この法案に反対する者は「たいがいグルーマーである」とツイートした。
2022年4月、マージョリー・テイラー・グリーンは民主党は「赤ちゃんを殺し、子供をグルーミングし性別移行させ、小児性愛に賛成する政党である」と主張し、同月、極右過激派らはディズニー・ワールドで、ディズニーは子供をグルーミングしていると非難するデモを実施している。ディズニーはこれまでもしばしば児童虐待をおこなっているとの陰謀論の標的とされており、共和党勉強会のジム・バンクスとその他19名のメンバーは、ディズニーに対し「小さな子供に政治的・性的な押し付けをして悪影響を与えている」と非難する公開レターを発表した。
2022年春以降、多数の右翼団体が、親や生徒が未成年の性別移行をサポートする行為をグルーミングと呼ぶようになった。LGBTQコミュニティや支援者が小児性愛者・小児性愛犯罪支持者の集まりだと示唆して貶めることを目的に「グルーマー」という言葉が保守派メディアや政治家の間で広く使われるようになった。Slateマガジンは「グルーミング」を今季のバズワードだと位置付けている。2022年3月、Fox Newsのホストであるローラ・イングラハムは、学校は「ジェンダー・アイデンティティ過激派によってグルーミング・センターと化してしまった」と主張し、数週間後に特集を放映した。
2022年4月、左寄りのメディア監視サイトMedia Mattersは、3月17日～4月6日の3週間の間にFOXニュースが170ものトランスジェンダー関連の特集を組み「トランスジェンダーの人々は未成年をグルーミングしようとする脅威である、という既にデマと証明されている虚偽を繰り返し放送している」と報じた。

### 公共図書館などへの攻撃
反トランスジェンダー運動は2019年より公共や私設の施設におけるDrag Queen Story Hour（ドラァグクイーンが子供に絵本を読み聞かせるイベント）を問題視する活動を展開していたが、2022年になると攻撃が激化した。クリス・ルーフォーはFOX Newsに出演し、子供に友好的なドラァグは「子供を性に目覚めさせる」「中流階級家庭を転覆させる」「大人と子供の性的繋がりを支持するために性的序列とされるものを排除する」試みであると発言した。メディア会社Zignal Labsによれば、2022年6月のDrag Queen Story Hourに関するTwitterでの投稿は700%増加した。
同月、極右団体プラウド・ボーイズは、複数の図書館や本屋に乱入し、Drag Queen Story Hourのイベントを妨害した。カリフォルニア図書館でのイベントは、Libs of TikTokのTwitterスレッドによりターゲットとされ、イベントにやってきた抗議者は同性愛やトランスジェンダーに対する差別的な言葉を叫んだ。
ネヴァダ州では銃を持った抗議者が襲来したため、イベント参加者は図書館のシェルターに逃げ込む事態となった。また、脅迫を受けた複数の図書館はイベントをキャンセルしている。ハーバード大学教授でありアメリカ合衆国国土安全保障省の秘書補佐であるジュリエット・ケイエムは、これらの暴力的な事件を「推計学的テロリズム」と説明している。
2022年8月、ミシガン州のジェームスタウンでは、子供を「グルーミング」し「LGBTQイデオロギー」を推進しているとの批判を受け、町で最も大きい公共図書館であるパトモス図書館に対する補助金を削減することを決定した。

### ソーシャルメディアでの拡散
2022年8月に発表されたヒューマン・ライツ・キャンペーンとデジタルヘイト対策センターが共同執筆したレポートによると、最も影響力の大きい500の「グルーミング」に関するヘイトツイートは7200万もの閲覧回数を獲得し、10個のソース元から引用されている「グルーミング」関連ツイートは4800万もの閲覧回数を獲得している。Metaは、24,987ドルでグルーミング陰謀論を流布する広告を掲載していた。また、Twitterは、グルーマー関連ツイートはヘイトスピーチポリシーに反するとしながら、受領した通報の99%のツイートに対応していなかった。
レポートでは、フロリダ州の「教育に対する親の権利」法（ゲイと言ってはいけない法案）の可決後、LGBTQコミュニティが「グルーマー」「小児性愛者」「性犯罪者」であるとする差別的ツイートが406%増加したと報告している。

## 反応と批判
TwitterやReddit、TikTokやMeta（FacebookやInstagramの親会社）は、「グルーマー」言説はLGBTに対する差別用語であり、ポリシー違反であるとしている。
Voxによれば、グルーミング陰謀論のレトリックは、ピザゲートやQアノン等のより古いバージョンの陰謀論のレトリックと共通している「グルーミング嫌疑の目的は、意味を成すことではなく、恐れや怒り、ヒステリーをかきたてることにある―したがって、何世紀も語り継がれている陰謀論と同じような響きになる。この新しい小児性愛陰謀論は、本質的に、古来の小児性愛陰謀論と同じものなのだ」。
ニューヨーク紙に投稿したジェームズ・カーキックは、グルーミング陰謀論は20世紀初頭にドイツで生まれたホモフォビアの陰謀論（特にハルデン＝オイレンブルク事件）から派生したと論じている。
ミネソタ医科大学のクリステン・マークは、陰謀論とは「ヒステリーを引き起こし社会的パニックを引き起こすツール」であり、「全く正しくない情報」だとしている。ボール州大学のエミリー・ジョンソンは、陰謀論はモラル・パニックであり、「子供への被害を中心としたパニックが最も効果的だ」と論じる。
Berkman Klein Center for Internet & Societyのアレハンドラ・カラバロは、陰謀論は「クィアなアイデンティティを小児性愛と紐づけることによって、非人道的で不当なものであるとする試み」とし「グループに対しこのようなラベリングを行うと、暴力を誘引することは避けられない」と主張している。ミネソタ大学の家族社会科学学部のジェニファー・マグワイア教授は、グルーミング陰謀論は「自分と異なる他者は自分より劣っているか悪である、という分断欲から発生したもの。新しい形―または古来と同じ形だが新しい言葉を得た―同性愛嫌悪・トランスジェンダー嫌悪である」としている。カリフォルニア・ポリテクニック州大学のR.G. クレイブンズは、陰謀論を「完全に間違い」としている。
カナダ反ヘイトネットワークは、トランスジェンダーの人々は「70年代に同性愛者の男性が糾弾を受けたように、また同じ理由―安心・安全と権利を奪うため―で、糾弾を受けている」とし「極右やジェンダー・クリティカルやTERF運動は、トランスジェンダーに平等の権利を与えないために、同じ比喩を用いている」としている。トロント大学のフローレンス・アシュリー教授は、LGBT+やトランスジェンダーを対象とした陰謀論は、世論を極右に傾倒・過激化させるために使われていると主張している。
The Associated Pressは陰謀論を「批判的人種論を学校で教育することに反対し、親が学校で使用する資料の全てに目を通すことができるようオンライン化するという法案を提出した保守派政治家に代表されるような、アメリカで行われている文化戦争の一端である」と主張する。APスタイルブックは「LGBTQと子供との関わりや教育を、グルーミング・小児性愛犯罪に近しい行為だと誤った比較をしており、真実ではないとはっきり主張していない文脈でない限り、これらの言葉を引用すべきでない」としている。

## 世論
2022年4月、左派シンクタンクのデータ・フォー・プログレスは、45%の共和党支持者は「学校で性的指向やジェンダー・アイデンティティを議論すべきだ、と言う教師や親はグルーマーだ」と信じていると報告した。